# Ковалик Марія Миколаївна
Марія Миколаївна Ковалик — сержант Збройних Сил України, учасниця російсько-української війни, що відзначилася під час російського вторгнення в Україну.

## Життєпис
Марія Ковалик народилася 3 вересня 1996 року в селі Лютовиська Старосамбірського району на Львівщині. після закінчення загальноосвітньої школи, вступила до Самбірського медичного коледжу за спеціальністю фельдшера. На початку війни на сході України після закінчення коледжу підписала контракт із Львівським військовим госпіталем терміном до закінчення особливого періоду. У жовтні 2015 року в складі ЗСУ вирушила на Донеччину. Упродовж двох років несла військову службу на посаді медичної сестри сортувально-евакуаційного відділення у 66-му Військовому мобільному госпіталі міста Покровська. Звільнилася з лав Збройних Сил України у жовтні 2017 року, а у березні 2018 року підписала контракт із Львівською 80 окремою десантно-штурмовою бригадою. Перебуваючи на військовій службі почала здобувати фах психолога у Львівському державному університеті внутрішніх справ та одержала диплом бакалавра.

## Нагороди
- Орден «За мужність» III ступеня (2022) — за особисту мужність і самовідданість, виявлені у захисті державного суверенітету та територіальної цілісності України, вірність військовій присязі[2].